# Tapdrup Sogn
Tapdrup Sogn er et sogn i Viborg Domprovsti (Viborg Stift).
I 1800-tallet var Asmild Sogn og Tapdrup Sogn annekser til Viborg Domsogn. Begge annekser hørte til Nørlyng Herred i Viborg Amt. Asmild-Tapdrup sognekommune blev ved kommunalreformen i 1970 indlemmet i Viborg Kommune.
I Tapdrup Sogn ligger Tapdrup Kirke. Sognet har haft missionshus, der blev opført i 1902.
I sognet findes følgende autoriserede stednavne:
- Tapdrup (bebyggelse, ejerlav)
- Thisted (bebyggelse, ejerlav) – her lå Thisted Andelsmejeri (1888-1971).[2]